# 奥博泽尔斯基
奥博泽尔斯基（羅馬化：Obozerskiy）是俄罗斯阿尔汉格尔斯克州的市级镇，属普列谢茨克区，位于奥博泽罗湖东侧，瓦伊穆加河上游。
该地2021年有人口2,994人；2010年人口3,620；2002年人口3,725；1989年人口5,837。